# 中國共產黨中央書記處總書記
中國共產黨中央委员会總書記，又称中國共產黨中央書記處總書記，是中國共產黨在1956年与1967年间设立於中央書記處的職務，負責處理中央書記處運作，前身是「中共中央秘書長」和「中央書記處主席」，相當於現在的中央書記處排名第一的書記。中共的官方文件亦有称「中央委员会总书记」，但此职与1982年重新设立的總書記職務不同，只是中央書記處的領導職務，並不是中共中央主要負責人。
中央書記處及總書記於1966年文化大革命爆發后被撤銷；其後，在1980年的中共十一屆五中全會，中共中央決定重新設立中央書記處，以總書記為負責人，由原中共中央秘書長胡耀邦擔任。1982年，撤銷中央委員會主席一職，以中央委員會總書記为整个中國共產黨的最高負責人，並領導中央書記處工作。

## 历任
| 姓名   | 任期开始  | 任期结束  | 兼任职务                                           |
| ------ | --------- | --------- | -------------------------------------------------- |
| 邓小平 | 1956年9月 | 1966年8月 | 中共中央政治局常委、国务院副总理、国防委员会副主席 |
| 胡耀邦 | 1980年2月 | 1982年9月 | 中共中央主席、中共中央政治局常委、中央纪委第三书记 |